# Озимандия (Во все тяжкие)
«Озима́ндия» (англ. Ozymandias) — четырнадцатый эпизод пятого сезона американского драматического телесериала «Во все тяжкие» и 60-й во всём сериале. Автор сценария — Мойра Уолли-Бекетт, режиссёр — Райан Джонсон. Премьера эпизода в США и Канаде состоялась 15 сентября 2013 года на канале AMC. «Озимандия» часто считается лучшим эпизодом всего сериала «Во все тяжкие», а также одним из лучших эпизодов в телесериалах вообще. Критики похвалили как сюжет и режиссёрскую работу, так и игру актёров (в особенности Брайана Крэнстона, Анну Ганн, Аарона Пола, Дина Норриса и Бетси Брандт).
Сразу после выхода эпизод получил широкое признание критиков и аудитории и был назван одним из лучших эпизодов в телесериалах за всю историю. На 66-й церемонии вручения премий «Эмми» сценарист Уолли-Бекетт получила приз за лучший сценарий драматического сериала, а Брайан Крэнстон и Анна Ганн были названы лучшим актёром и лучшей актрисой второго плана соответственно за эту серию.

## Сюжет
Серия начинается с флешбэка, в котором Уолтер Уайт (Брайан Крэнстон) и Джесси Пинкман (Аарон Пол) впервые изготовили метамфетамин в индейской резервации Тохаджилли. Уолт звонит своей беременной жене Скайлер (Анна Ганн) и извиняется за то, что вернётся домой поздно. Скайлер предлагает назвать дочку Холли, на что Уолт отвечает согласием.
После этого действие переносится в настоящее время. В Тохаджилли после перестрелки Хэнк (Дин Норрис) ранен в ногу, Стивен Гомес (Стивен Майкл Кесада) убит, а Джек (Майкл Боуэн) и его банда остались невредимыми. Джек приказывает найти Джесси и собирается убить Хэнка. Уолт умоляет оставить в живых Хэнка, взамен предложив Джеку всё своё 80-миллионное состояние. Тем не менее, Джек убивает Хэнка, и Уолт в отчаянии падает на землю.
Банда Джека использует координаты, данные Уолтером, чтобы найти место, где закопаны деньги. Они откапывают семь бочек с деньгами и загружают их свой грузовик, но затем по приказу Джека оставляют одну бочку Уолту. На том месте, где были откопаны бочки, бандиты закапывают тела Хэнка и Гомеса. Уолт замечает, что Джесси Пинкман прячется под машиной, и выдает его местоположение банде Джека. Джек собирается убить Пинкмана, но Тодд (Джесси Племонс) предлагает сперва допросить его и узнать, какую информацию он сообщил УБН. Перед тем, как люди Джека увезли Пинкмана, Уолт признаётся ему, что видел, как умерла Джейн (Кристен Риттер) и что он мог спасти её, но не стал. После этого банда Джека с деньгами и Пинкманом уезжают. Затем Уолт тоже уезжает, но вскоре обнаруживает, что у него закончился бензин, так как одна из пуль пробила бензобак. Уолт оставляет свою машину, достав оттуда бочку, и толкает её перед собой по пустыне. Наконец он натыкается на дом, рядом с которым стоит пикап, и покупает машину у владельца.
Тем временем на автомойке Мари (Бетси Брандт) сообщает Скайлер (Анна Ганн), что Хэнк арестовал Уолта. Она обещает сестре свою поддержку с условием, что Скайлер отдаст все копии обличающей Хэнка видеозаписи, а также расскажет всю правду Уолту-младшему (Ар Джей Митт).
На базе, где проживает банда Джека, избитый после допросов и запуганный Джесси Пинкман содержится в клетке. Тодд привлекает его к варке метамфетамина. В лаборатории Джесси замечает на стене фотографию Андреа и Брока.
Скайлер и Мари сообщают правду о Уолте его сыну, но он отказывается верить.
Вернувшись домой, Уолт в спешке собирает вещи. Затем приезжают Скайлер с Уолтом-младшим и Холли. Уолт-младший задает отцу вопросы, правда ли то, что ему рассказали Скайлер и Мари. Уолт-старший обещает все объяснить позднее, а пока просит быстрее собирать вещи, чтобы уехать. Скайлер пытается выяснить, где Хэнк, и когда Уолт уклоняется от ответа, приходит к выводу, что он убил Хэнка. Скайлер хватает кухонный нож и требует, чтобы Уолт убирался из их дома. Когда Уолт приближается к ней, Скайлер размахивает ножом и режет его руку. Уолт пытается отобрать нож у жены, начинается схватка. Уолт-младший оттаскивает отца от Скайлер и вызывает полицию, сообщив, что его отец набросился с ножом на мать. После этого Уолт забирает Холли и уезжает с ней в пикапе, не обращая внимания на крики пытающейся его остановить Скайлер. Позднее Уолт меняет Холли подгузник, а она плачет и произносит несколько раз слово «Мама».
В дом Уайтов прибывает полиция, а также Мари. Полиция объявляет в розыск Холли и заслушивает показания Мари. На домашний телефон звонит Уолт, и полиция пытается отследить звонок. Скайлер берёт трубку и говорит, Уолту, что она одна и полиции нет. Уолт обвиняет её в неуважении и неподчинении, хотя он делал всё для семьи. Скайлер спрашивает, где Хэнк, на что Уолт отвечает, что она больше никогда не увидит его. Мари, которая слышит разговор, плачет от горя. Скайлер просит вернуть Холли, но Уолт отвечает, что у него ещё остались незавершённые дела. После этого он прерывает разговор и ломает сотовый телефон, а потом оставляет Холли на пожарной станции с запиской с её домашним адресом. На следующее утро Уолт сидит у дороги на том же месте, где ранее сидел Джесси Пинкман, ожидая человека Сола, который помогает создать новую личность. Подъезжает красный фургон, куда Уолт загружает свои чемоданы и бочку с деньгами, после чего они уезжают.

## Производство

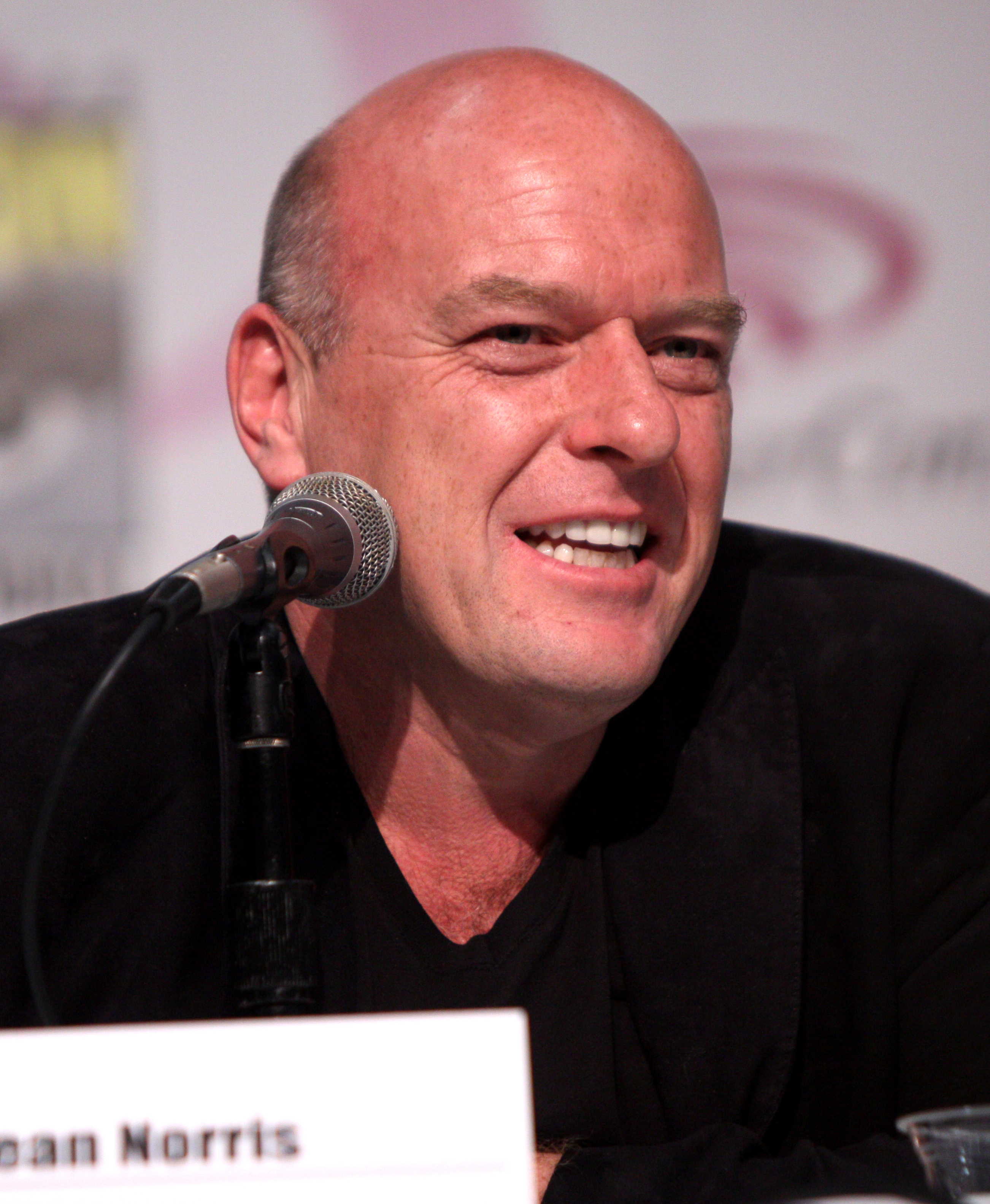
Дин Норрис сыграл в «Озимандии» свой последний эпизод в сериале

Сценарий эпизода был написан Мойрой Уолли-Бекетт, а режиссёром стал Райан Джонсон. Уолли-Бекетт хотела, чтобы режиссёром стал именно Джонсон после их удачного сотрудничества в эпизоде третьего сезона под названием «Муха».
Премьера эпизода состоялась на канале AMC в США и Канаде 15 сентября 2013 года. В этой серии играет песня Take My True Love by the Hand группы The Limeliters, которая является версией популярной фолк-песни Times Are Gettin' Hard, Boys.
Название эпизода является отсылкой к стихотворению «Озимандия» Перси Биши Шелли, в котором повествуется о некогда могущественном фараоне, от наследия которого остался лишь обломок статуи в пустыне. В самой серии зрители видят закат и падение «империи» Уолта. Брайан Крэнстон читает стихотворение «Озимандия» целиком в трейлере к этому эпизоду.
В этой серии зрители в последний раз видят Хэнка Шрейдера (Дин Норрис) и Стивена Гомеса (Стивен Майкл Кесада). В ток-шоу Talking Bad Дин Норрис признался, что сцена со смертью Хэнка была снята одним дублем. Изначально планировалось, что Хэнк умрёт в конце предыдущего эпизода, но в итоге было решено перенести эту сцену в начало эпизода «Озимандия».
Сцена с флешбэком в начале эпизода была снята после завершения съёмок всего сериала, когда отросли волосы на голове у Крэнстона. Хотя эта сцена снималась через несколько месяцев после основных съёмок эпизода, её режиссёром стал вернувшийся Джонсон.
Когда Уолт держит Холли в комнате для переодевания, она смотрит на него и несколько раз говорит «Мама». Мойра Уолли-Бекетт сказала в интервью NBC News что этого не было в сценарии, но эту «магию кино» было решено оставить.

## Реакция

### Отзывы критиков
«Озимандия» получил широкое признание критиков, и был назван в нескольких публикациях лучшим эпизодом всего сериала, а также одним из лучших эпизодов телесериалов вообще. Критики отметили режиссёрскую работу Райана Джонсона, сценарий Мойры Уолли-Бекетт, игру Брайана Крэнстона, Анны Ганн, Аарона Пола, Дина Норриса и Бетси Брандт. В конце 2013 года журнал Time поставил «Озимандию» на 1-е место в списке «10 лучших телевизионных эпизодов 2013 года».
Том Мендельсон из газеты The Independent предположил, что «Озимандия» может быть лучшим эпизодом из сериалов на телевидении за всю историю, а также отметил, что менее чем через три дня после выхода эпизод получил «идеальную» оценку в 10 баллов от 12 тысяч рецензентов на сайте IMDb, и по состоянию на 2022 год рейтинг серии составляет 10,0 после оценки более чем 186 тысячами пользователей ресурса. Сет Амитин из IGN дал эпизоду 10 баллов из 10 и назвал его «самым мучительным, неожиданным, ужасающим и хорошо спланированным» эпизодом всего сериала. Также он отметил режиссёрскую работу и актёрскую игру, признавшись, что смог «почувствовать» всю «жестокость и слёзы» этого эпизода. В более позднем обзоре того же автора, где он оценивает весь финальный сезон «Во все тяжкие» целиком, Амитин отмечает, что «Озимандия», возможно, является лучшим эпизодом на телевидении, который он когда-либо видел. Джеймс Понивозик из журнала Time отметил важность обоих телефонных звонков Уолтера Скайлер в этой серии, которые символизировали начало и конец их отношений. Кевин Йоман из Screenrant увидел в последнем телефонном разговоре Уолтера и Скайлер попытку Уолта снять со своей жены подозрения в соучастии в его преступлениях и сделать жертвой в глазах полиции. Также он отметил, что несмотря на то, что большинство жестоких событий в данном эпизоде осталось за кадром (включая убийства Гомеса и Хэнка и пытки Джесси Пинкмана), это никак не снижает напряжённость эпизода. Маурин Райан из The Huffington Post заключает, что эпизод невозможно описать, и что он является «самым тяжёлым эпизодом на телевидении», который она когда-либо видела. Тим Саретт из TV.com назвал эпизод «потрясающим и ужасным одновременно», а также «мощным произведением телевидения, превзошедшего литературу». Он также сравнил Уолта, катившего бочку с деньгами по пустыне, с навозным жуком. Ник Харли из Den of Geek признался, что «Озимандия» был «лучшим часом на телевидении», который он когда-либо видел.
В подкасте Breaking Bad Insider создатель сериала Винс Гиллиган признался, что считает «Озимандию» лучшим эпизодом сериала. Тим Гудман из The Hollywood Reporter согласился с Гиллиганом, и отметил, что в этой серии к своему логическому завершению пришли несколько сюжетных линий из предыдущих эпизодов. Джордж Мартин, автор серии книг «Песнь льда и пламени» (которая была экранизирована в популярный телесериал «Игра престолов»), в своём блоге назвал и данный эпизод, и сериал «Во все тяжкие» в целом «потрясающими» и заметил, что «Уолтер Уайт куда больший монстр, чем любой персонаж Вестероса». Друсилла Мурхаус с сайта Today.com заметила, что «ничто не сравнится с жестокостью Уолта», когда он признался в том, что видел смерть Джейн. При этом она также отметила звонок Уолта Скайлер, в котором он попытался снять с неё подозрения в соучастии, а также то, что в итоге он вернул Холли её матери.
Сайт TVLine назвал двух девочек-актрис (Эланор Энн Уэнрич и Мойру Макдональд), сыгравших Холли Уайт, «актрисами недели» за их игру в этом эпизоде.

### Рейтинги
Премьеру эпизода посмотрело 6,37 млн телезрителей — на 1,2 млн больше, чем предыдущую серию.

### Награды
Мойра Уолли-Бекетт получила Премию «Эмми» за лучший сценарий драматического сериала за этот эпизод. Брайан Крэнстон и Анна Ганн были названы лучшим актёром и лучшей актрисой второго плана соответственно за свои роли в этой серии.